# 第31届美国演员工会奖
第31届美國演員工會獎（英語：31st Annual Screen Actors Guild Awards）表彰2024年度电影及电视领域的杰出成就，于2025年2月23日在美国加利福尼亚州洛杉矶圣殿剧院颁发。本届典礼由姬絲汀·貝兒主持，是她继第24届以来第二次担任典礼主持。终身成就奖得主于2024年10月17日揭晓，为珍·芳達。

## 提名及获奖名单
提名名单原定于2025年1月8日现场公布，受加州南部严重山火影响，改在官方网站发新闻稿公布。

### 电影类
| 最佳男主角 - 提摩西·夏勒梅 – 《巴布狄倫：搖滾詩人》 - 阿德里安·布罗迪 – 《粗獷派建築師》 - 丹尼尔·克雷格 – 《酷儿》 - 柯爾曼·多明戈 – 《监狱剧院》 - 雷夫·范恩斯 – 《教宗選戰》 | 最佳女主角 - 黛米·摩尔 – 《懼裂》 - 帕米拉·安德森 – 《最后的舞女》 - 辛西婭·艾利沃 – 《魔法壞女巫》 - 卡拉·索菲亚·加斯科恩 – 《毒王女人夢》 - 麥琪·麥迪遜 – 《阿诺拉》                   |
| 最佳男配角 - 基蘭·克金 – 《真正的痛苦》 - 喬納森·拜利 – 《魔法壞女巫》 - 尤里·亞歷山德羅维奇·鮑里索夫 – 《阿诺拉》 - 爱德华·诺顿 – 《巴布狄倫：搖滾詩人》 - 傑瑞米·史壯 – 《狂人法則》 | 最佳女配角 - 佐伊·索尔达娜 – 《毒王女人夢》 - 莫妮卡·巴巴羅 – 《巴布狄倫：搖滾詩人》 - 潔美·李·寇蒂斯 – 《最后的舞女》 - 丹妮爾·戴德維勒 – 《鋼琴課》 - 爱莉安娜·格兰德 – 《魔法壞女巫》 |
| 最佳電影卡司 - 《教宗選戰》 – 塞尔吉奥·卡斯特利托、雷夫·范恩斯、约翰·利思戈、卢西安·姆萨马蒂、伊莎貝拉·羅塞里尼、史丹利·特治 - 《阿诺拉》 – 尤里·亞歷山德羅维奇·鮑里索夫、马克·埃德尔斯坦、卡伦·卡拉古利安、麥琪·麥迪遜、亞歷克賽·席列布瑞亞柯夫、瓦谢·托夫马西扬 - 《巴布狄倫：搖滾詩人》 – 莫妮卡·巴巴羅、諾伯特·李奧·巴茨、提摩西·夏勒梅、艾丽·范宁、丹·富勒、威尔·哈里斯、初音映莉子、波伊德·霍布魯克、史考特·麥奈利、比格·比尔·摩根菲尔德、爱德华·诺顿 - 《毒王女人夢》 – 卡拉·索菲亚·加斯科恩、赛琳娜·戈麦斯、阿德里安娜·帕兹、佐伊·索尔达娜 - 《魔法壞女巫》 – 喬納森·拜利、玛丽莎·博德、彼特·丁拉基、辛西婭·艾利沃、傑夫·高布倫、爱莉安娜·格兰德、伊桑·斯莱特、杨伯文、杨紫琼 | |
| 最佳電影特技團隊 - 《特技玩家》 - 《死侍與金鋼狼》 - 《沙丘：第二部》 - 《神鬼戰士II》 - 《魔法壞女巫》 | |

### 电视剧类
| 迷你劇與電視電影類最佳男演員 - 科林·法雷尔 – 《企鵝人》（HBO） - 哈維爾·巴登 – 《怪物：梅内德斯弑亲兄弟档》（Netflix） - 理查德·加德 – 《馴鹿寶貝》（Netflix） - 奇雲·格連 – 《免责声明》（Apple TV+） - 安德鲁·斯科特 – 《雷普利》（Netflix） | 迷你劇與電視電影類最佳女演員 - 杰西卡·古宁 – 《馴鹿寶貝》（Netflix） - 凱西·貝茲 – 《伟大的莉莲·霍尔》（HBO） - 凯特·布兰切特 – 《免责声明》（Apple TV+） - 茱迪·科士打 – 《真探：暗夜国度》（HBO） - 莉莉·格萊斯頓 – 《桥下杀人事件》（Hulu） - 克莉絲汀·米利歐提 – 《企鵝人》（HBO） |
| 劇情類影集最佳男演員 - 真田廣之 – 《幕府將軍》（FX） - 淺野忠信 – 《幕府將軍》（FX） - 傑夫·布里吉 – 《亡命再劫》（FX） - 加里·奧德曼 – 《外放特務組》（Apple TV+） - 埃迪·雷德梅尼 – 《豺狼的日子》（Peacock） | 劇情類影集最佳女演員 - 澤井杏奈 – 《幕府將軍》（FX） - 凱西·貝茲 – 《老练律师》 （CBS） - 妮可拉·歌可蘭 – 《柏捷頓家族：名門韻事》（Netflix） - 艾莉森·珍妮 –《頭號外交官》（Netflix） - 凱莉·羅素 –《頭號外交官》（Netflix）                                                          |
| 喜劇類影集最佳男演員 - 馬丁·肖特 – 《破案三人行》（Hulu） - 亞當·布羅迪 – 《天作不合的我们》（Netflix） - 泰德·丹森 – 《新手老卧底》（Netflix） - 哈里森·福特 – 《诊疗中》（Apple TV+） - 傑瑞米·艾倫·懷特 – 《大熊餐廳》（FX / Hulu） | 喜剧类剧集最佳女演员 - 珍·斯马特 – 《天后與草莓》（Max） - 姬絲汀·貝兒 – 《天作不合的我们》（Netflix） - 昆塔·布倫森 – 《小学风云》（ABC） - 莉莎·科伦-扎亚斯 – 《大熊餐廳》（FX / Hulu） - 阿尤·艾德维利 – 《大熊餐廳》（FX / Hulu）                                                  |
| 劇情類影集最佳整體演出 - 《幕府將軍》（FX）– 阿部进之介、淺野忠信、托米·巴斯托、平岳大、穗志萌香、井田裕本、柯斯莫·賈維斯、金井浩人、仓悠贵、黑川武、二階堂富美、西冈德马、真田廣之、澤井杏奈 - 《柏捷頓家族：名門韻事》（Netflix） – 杰拉尔丁·亚力山大（Geraldine Alexander）、维克托·阿里（Victor Alli）、阿乔阿·安多、茱莉·安德絲、洛琳·艾什本、西蒙·艾希莉、喬納森·拜利、乔·伯恩斯（Joe Barnes）、乔安娜·波宾（Joanna Bobin）、詹姆斯·布莱恩（James Bryan）、哈丽特·肯斯、贝西·卡特、吉纳维芙·切恩诺、多米尼克·科尔曼、妮可拉·歌可蘭、基蒂·德芙琳（Kitty Devlin）、汉娜·多德、丹尼尔·弗朗西斯、露丝·盖梅尔、罗莎·赫斯蒙德哈尔格（Rosa Hesmondhalgh）、塞斯莉·霍普（esley Hope）、弗洛伦斯·亨特、马丁斯·伊姆汉贝、莫莉·杰克逊·肖（Molly Jackson-Shaw）、克劳迪娅·杰西、罗恩·麦克唐纳、杰西卡·马德森、艾玛·娜奥米、汉娜·纽、路克·紐頓、迦勒·奥贝迪亚（Caleb Obediah）、詹姆斯·潘、薇妮塔·里希、果尔达·罗斯乌威尔、休·萨克斯、巴尼塔·桑杜、盧克·湯普森、威尔·蒂尔斯顿、波莉·沃克、安娜·威尔逊-琼斯、苏菲·伍利（Sophie Woolley） - 《豺狼的日子》（Peacock）– 哈立德·阿卜杜拉、乔恩·阿里亚斯（Jon Arias）、尼克·布魯德、烏蘇拉·可貝蘿、查尔斯·丹斯、本·霍尔（Ben Hall）、卓克·伊烏哲、帕特里克·肯尼迪、普奇·拉加德（Puchi Lagarde）、拉沙娜·林奇、埃莉诺·松浦、乔乔·奥尼尔、埃迪·雷德梅尼、萨勒·利米（Sule Rimi）、莉娅·威廉姆斯 - 《頭號外交官》（Netflix）– 阿丽·安、桑迪·阿蒙·施瓦茨（Sandy Amon-Schwartz）、蒂姆·德拉普（Tim Delap）、佩妮·唐尼、阿托·埃桑多、大衛·蓋亞西、西莉亚·伊姆里、罗里·金尼尔、珀尔·麦基、娜娜·门萨、格拉汉姆·米勒（Graham Miller）、凱莉·羅素、盧夫斯·塞維爾、亚当·萧华（Adam Silver）、汤姆森健次郎（Kenichiro Thomson） - 《外放特務組》 (Apple TV+）– 露丝·布拉德利、汤姆·布鲁克、詹姆士·卡里、克里斯托弗·钟、艾米-菲昂·爱德华兹、罗莎琳德·以利亚撒、肖恩·吉尔德、卡迪夫·克尔万、傑克·洛登、加里·奧德曼、尊尼芬·帕斯、萨斯基亚·里维斯、乔安娜·斯坎伦、克莉斯汀·史考特·湯瑪斯、曉高·韋榮、纳奥米·维尔特纳（Naomi Wirthner）、汤姆·沃兹尼兹卡（Tom Wozniczka） | |
| 喜劇類影集最佳整體演出 - 《破案三人行》（Hulu）– 迈克尔·西里尔·克赖顿、查克·葛里芬納奇、赛琳娜·戈麦斯、理查·坎德、尤金·列维、伊娃·朗歌莉亞、史提夫·馬丁、庫梅爾·南賈尼、莫莉·香侬、馬丁·肖特 - 《小学风云》（ABC）– 昆塔·布倫森、威廉·斯坦福·戴维斯、贾内尔·詹姆斯、克里斯·佩费蒂、雪莉·李·拉尔夫、莉萨·安·沃尔特、泰勒·詹姆斯·威廉姆斯 - 《大熊餐廳》（FX / Hulu）– 莱昂内尔·博伊斯、丽莎·科隆-扎亚斯、阿尤·艾德维利、Abby Elliott、埃德温·李·吉布森（Edwin Lee Gibson）、科里·亨德里克斯（Corey Hendrix）、马蒂·马西森、艾邦·摩斯-貝克許、瑞奇·斯塔菲里（Ricky Staffieri）、傑瑞米·艾倫·懷特 - 《天后與草莓》（Max）– 罗斯·阿卜杜、卡尔·克莱蒙斯-霍普金斯、保罗·当斯、汉娜·爱宾德、马克·印第里凯托、珍·斯马特、梅根·斯塔尔特 - 《诊疗中》 (Apple TV+）– 哈里森·福特、布雷特·戈德斯坦、戴文·卡瓦奥卡、加文·刘易斯、温迪·马力克、卢基塔·麦克斯韦、特德·麦金利、克里斯塔·米勒、傑森·席格爾、蕾切尔·斯图宾顿（Rachel Stubington）、卢克·坦尼（Luke Tennie）、邁克·烏里、杰西卡·威廉姆斯 | |
| 電視影集最佳特技團隊 - 《幕府將軍》（FX） - 《黑袍糾察隊》（Prime Video） - 《異塵餘生》（Prime Video） - 《龍族前傳》（HBO） - 《企鵝人》（HBO） | |

### 终身成就奖
- 珍·芳達

## 多项提名

### 电影类
| 提名数 | 电影                   |
| ------ | ---------------------- |
| 5      | 《魔法壞女巫》         |
| 4      | 《巴布狄倫：搖滾詩人》 |
| 3      | 《阿诺拉》             |
| 3      | 《毒王女人夢》         |
| 2      | 《教宗選戰》           |
| 2      | 《最后的舞女》         |

### 电视剧类
| 提名数 | 电视剧                   |
| ------ | ------------------------ |
| 5      | 《幕府將軍》             |
| 3      | 《大熊餐廳》             |
| 3      | 《頭號外交官》           |
| 3      | 《企鵝人》               |
| 2      | 《馴鹿寶貝》             |
| 2      | 《柏捷頓家族：名門韻事》 |
| 2      | 《豺狼的日子》           |
| 2      | 《免责声明》             |
| 2      | 《天后與草莓》           |
| 2      | 《天作不合的我们》       |
| 2      | 《破案三人行》           |
| 2      | 《诊疗中》               |
| 2      | 《外放特務組》           |

## 外部連結
- 官方网站